# فروهنهوفن
فروهنهوفن (به آلمانی: Frohnhofen) یک شهر در آلمان است که در Schönenberg-Kübelberg واقع شده‌است. فروهنهوفن ۵۸۱ نفر جمعیت دارد.